# Campeonato Asiático de Atletismo de 2011 - Lançamento de martelo feminino
A prova do Lançamento de martelo feminino do Campeonato Asiático de Atletismo de 2011 foi disputada no dia 7 de julho de 2011 no Kobe Universiade Memorial Stadium em Kobe,  no Japão. 

## Recordes
Antes desta competição, os recordes mundiais e do campeonato nesta prova eram os seguintes:
|                       | Nome          | Nacionalidade | Distância | Local              | Data                   |
| --------------------- | ------------- | ------------- | --------- | ------------------ | ---------------------- |
| Recorde mundial       | Betty Heidler | Alemanha      | 79m 42cm  | Halle              | 21 de maio de 2011     |
| Recorde do campeonato | Zhang Wenxiu  | China         | 72m 07cm  | Guangzhou          | 11 de novembro de 2009 |
| Recorde asiático      | Zhang Wenxiu  | China         | 76m 65cm  | Fränkisch-Crumbach | 12 de junho de 2011    |

## Medalhistas
| Ouro             | Prata              | Bronze               |
| Masumi Aya (JPN) | Liu Tingting (CHN) | Yuka Murofushi (JPN) |

## Cronograma
Todos os horários são locais (UTC+9).
| Data       | Hora  | Evento |
| ---------- | ----- | ------ |
| 7 de julho | 14:30 | Final  |

## Final
A final da prova ocorreu dia 7 de julho às 14:30. 
| Posição           | Atleta                  | Nacionalidade  | #1    | #2    | #3    | #4    | #5    | #6    | Resultados | Notas |
| ----------------- | ----------------------- | -------------- | ----- | ----- | ----- | ----- | ----- | ----- | ---------- | ----- |
| Medalha de ouro   | Masumi Aya              | Japão          | 64.59 | 66.21 | 65.30 | 66.78 | 67.19 | x     | 67.19      |       |
| Medalha de prata  | Liu Tingting            | China          | 64.61 | 65.42 | 65.28 | 64.64 | x     | 62.03 | 65.42      |       |
| Medalha de bronze | Yuka Murofushi          | Japão          | 60.68 | 62.18 | x     | 60.95 | 62.50 | x     | 62.50      |       |
| 4                 | Kang Na-ru              | Coreia do Sul  | x     | 58.29 | 62.19 | 62.11 | x     | 62.48 | 62.48      |       |
| 5                 | Tan Song Hwa            | Malásia        | 51.58 | 50.31 | x     | 54.44 | 53.83 | x     | 54.44      |       |
| 6                 | Ayna Mammedova          | Turquemenistão | x     | 54.01 | x     | 53.65 | x     | 54.21 | 54.21      |       |
| 7                 | Rose Hwrlinda Inggriana | Indonésia      | 50.24 | 50.51 | 50.65 | 51.52 | 49.51 | 49.82 | 51.52      |       |

Legenda
| Recorde mundial       | Recorde mundial (World record)               |                       | Recorde africano                      | Recorde africano (African) |                                           | Q | Classificado por posição (Qualified) |
| Recorde do campeonato | Recorde do campeonato (Championship record)  | Recorde da América    | Recorde da América (Americas)         | q                          | Classificado por melhor tempo (Qualified) |   |                                      |
| Melhor marca do ano   | Melhor marca do ano (World leading)          | Recorde asiático      | Recorde asiático (Asian)              | DNS                        | Não largou (Did not start)                |   |                                      |
| Recorde nacional      | Recorde nacional (National record)           | Recorde europeu       | Recorde europeu (European)            | DNF                        | Não terminou (Did not finish)             |   |                                      |
| Recorde pessoal       | Recorde pessoal do atleta (Personal best)    | Recorde da Oceania    | Recorde da Oceania (Oceania)          | DSQ / DQ                   | Desclassificado (Disqualified)            |   |                                      |
| Recorde da temporada  | Recorde da temporada do atleta (Season best) | Recorde sul-americano | Recorde sul-americano (South America) | NM                         | Sem marca (No mark)                       |   |                                      |